# Ternadi
Ternadi is een bestuurslaag in het regentschap Kudus van de provincie Midden-Java, Indonesië. Ternadi telt 2952 inwoners (volkstelling 2010).